# Belemnity

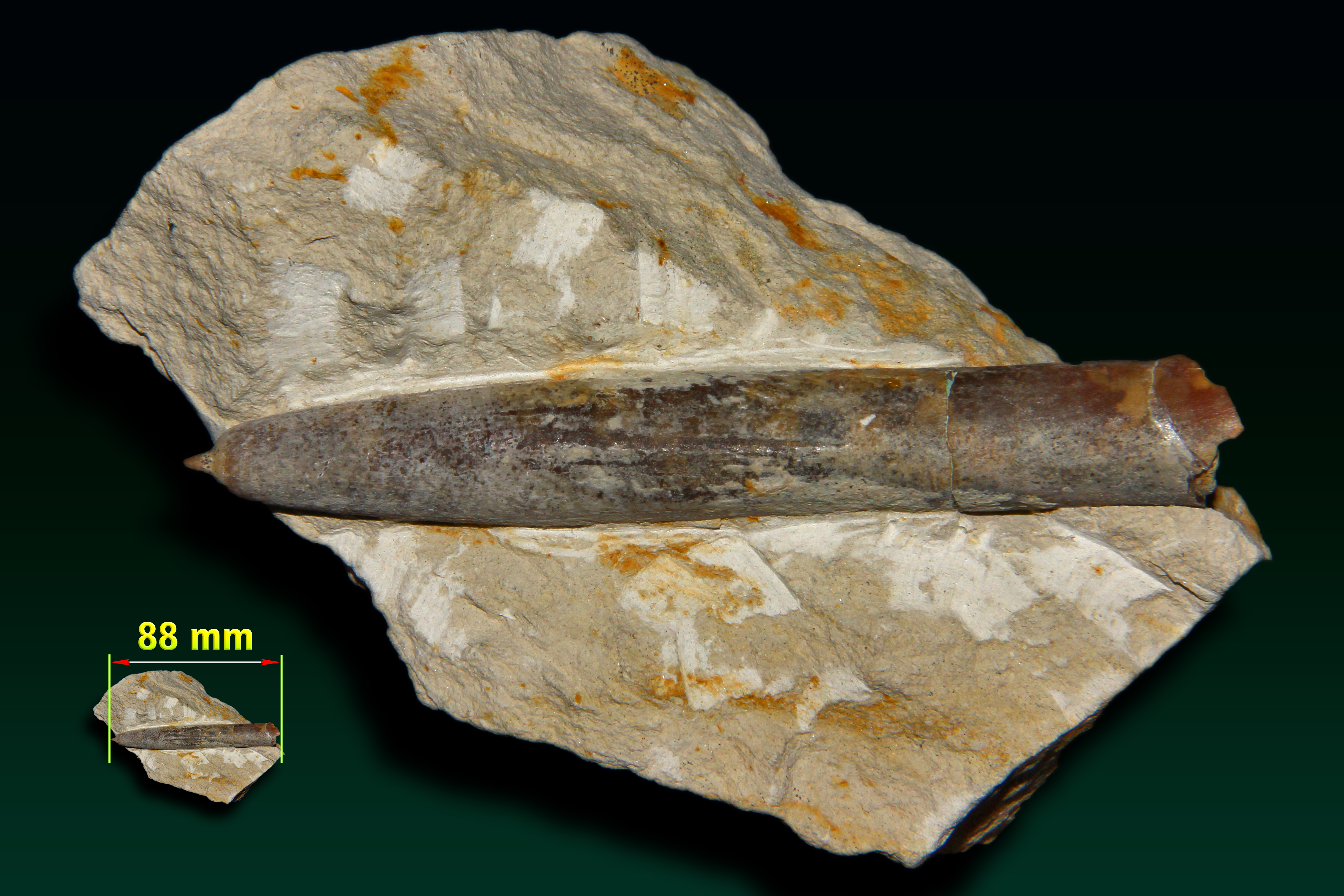
Belemnit (belemnitella mucronata, Kreda) - Rzeżuśnia k. Miechowa, Wyżyna Miechowska.

Belemnity (Belemnitida, z gr. belemnon – pocisk, strzała) – wymarły rząd  morskich głowonogów należący do Decabrachia (dziesięciornice). Według niektórych systemów klasyfikacyjnych belemnity wraz z pokrewnymi rzędami (np. Aulacocerida i Phragmoteuthida) mają status nadrzędu Belemnoidea.
Dawniej nazywano często znajdywane skamieniałe rostra belemnitów kamieniami piorunowymi, strzałkami piorunowymi lub perunowymi, błędnie sądząc, że powstają w miejscu uderzenia pioruna.

## Szkielet

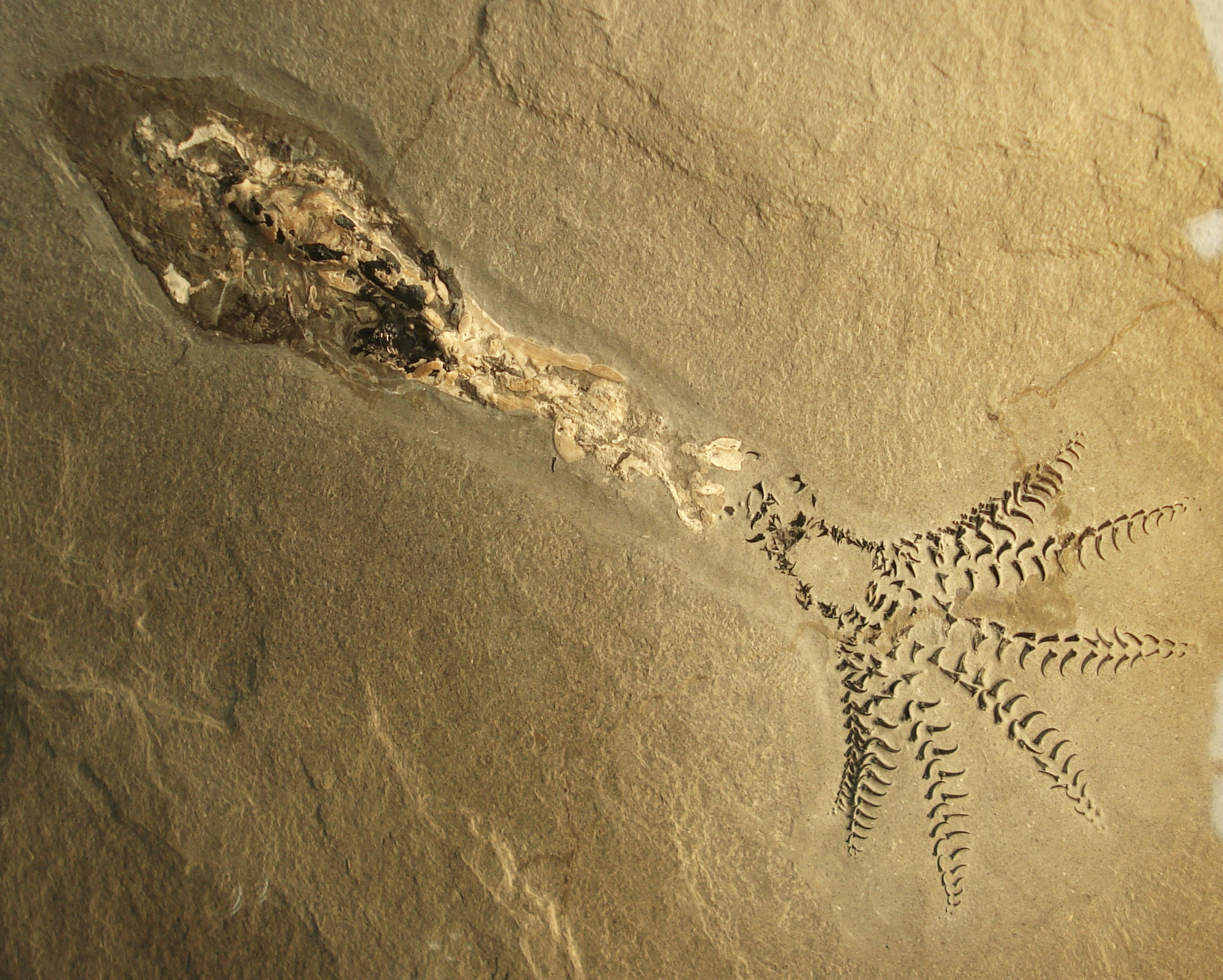
dobrze zachowana skamieniałość belemnita

Belemnity posiadały kalcytowy endoszkielet, złożony z  wydłużonego, kolcopodobnego rostrum, w którego przedniej części w stożkowatym zagłębieniu (alweola) tkwił fragmokon – stożkowata muszla podzielona przegrodami na komory gazowe, pełniąca funkcję hydrostatyczną. Od fragmokonu odchodziła ku przodowi duża płaska płytka zwana proostrakum.
Najczęściej zachowują się jako skamieniałości rostra z alweolą lub bez niej, znacznie rzadsze są fragmokony, a incydentalne proostrakum. Odciski ciała znane są tylko z kilku stanowisk na świecie, gdzie warunki środowiskowe były wyjątkowo sprzyjające fosylizacji. Zwierzęta te przypominały współczesne kałamarnice, ale zamiast obecnych u kalmarów przyssawek, ich dziesięć odnóży było wyposażone w haczyki.
Belemnity różniły się kształtem, choć generalnie miały wydłużone, opływowe ciało. Długość ciała wynosiła od kilku centymetrów do ok. 6 m.

## Zasięg i tryb życia

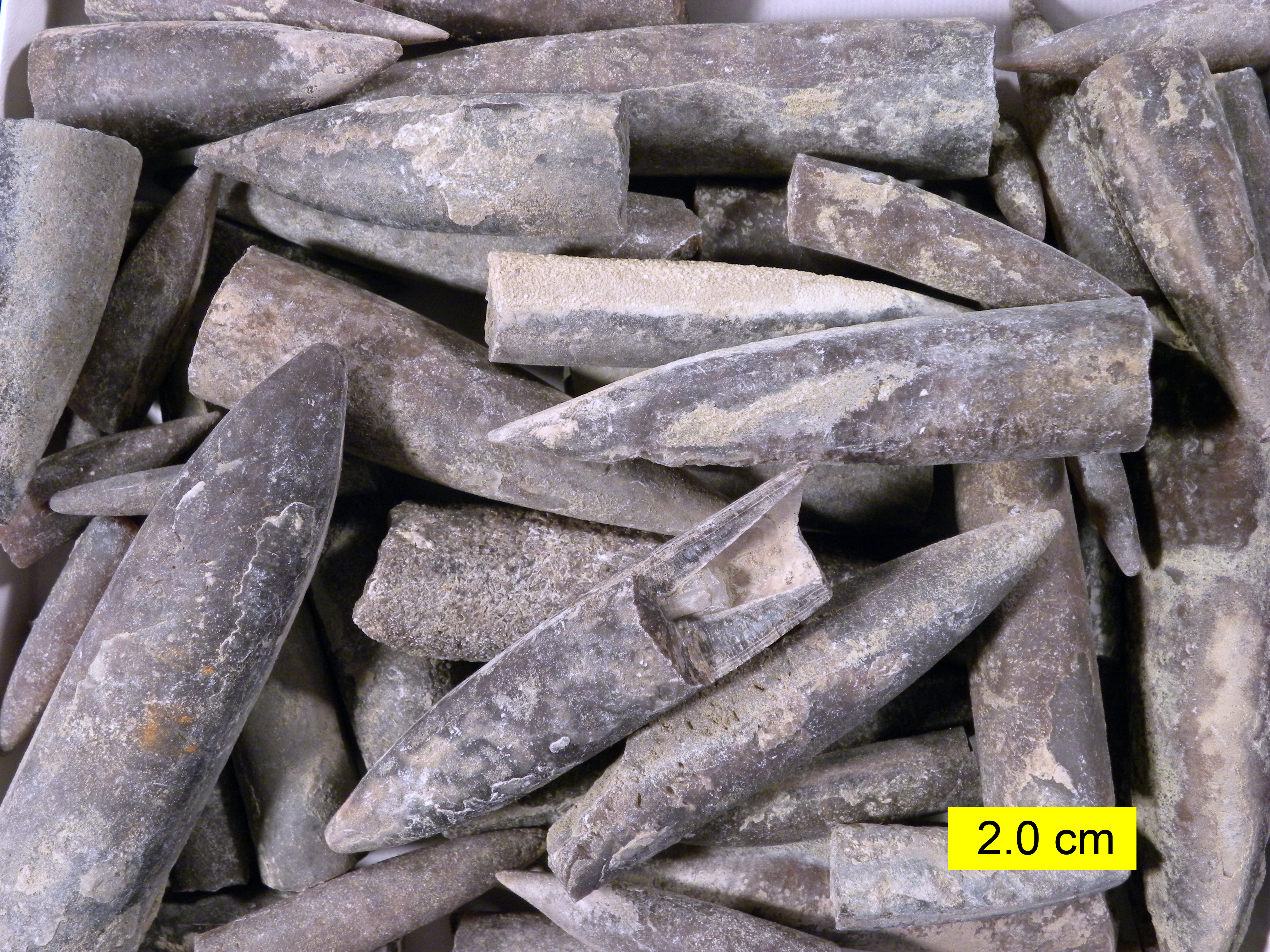
Skamieniałe rostra belemnitów

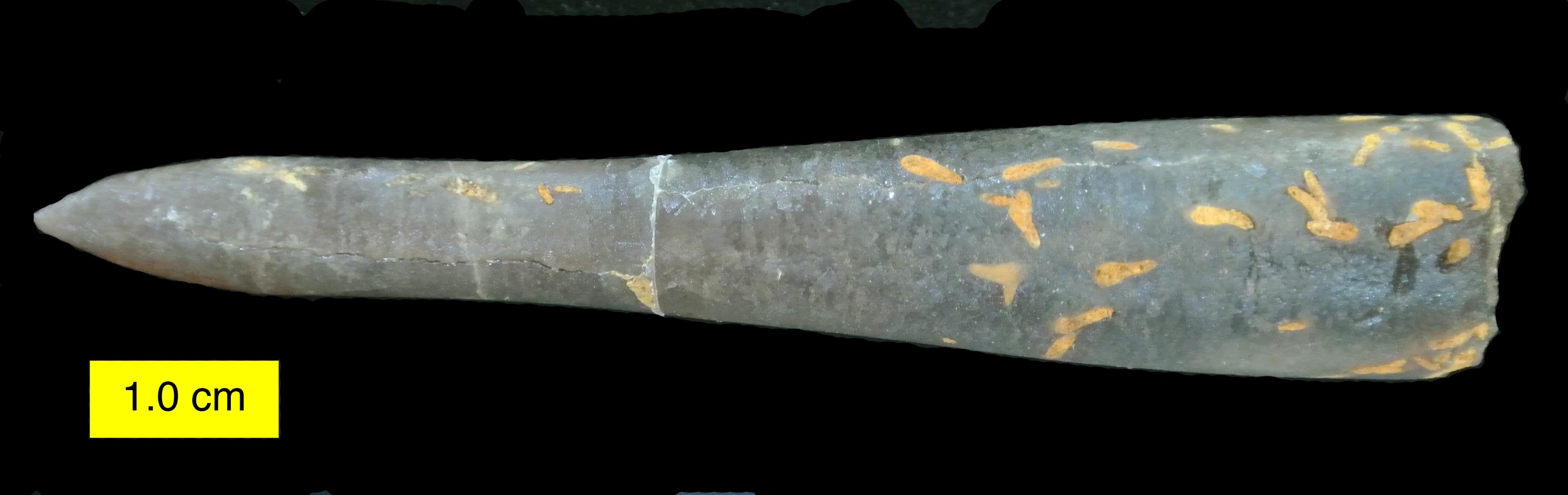
Hibolites hastatus

Belemnity żyły od późnego triasu do późnej kredy (około 200-65 mln lat temu) i wymarły w czasie masowego wymierania kredowego. Pokrewne im formy, ale zaliczane do innych rzędów pojawiają się już w karbonie. Również najmłodsze formy „belemnitowe” znane z paleogenu zaliczane są przez większość badaczy do pokrewnych rzędów, a nie do belemnitów. Belemnity wywodzą się z któregoś ze starszych rzędów Belemnoidea, a te z kolei od łodzikowatych.
Belemnity były drapieżnikami; chwytały małe morskie zwierzęta, m.in. ryby, i pożerały je za pomocą podobnych do dzioba szczęk. Świetnie przystosowane do drapieżnictwa, poruszały się szybko i zręcznie, często w grupach składających się z kilkunastu osobników. Uważa się, że były najsprawniejszymi pływakami wśród głowonogów. Padały ofiarą wielkich gadów morskich, zwłaszcza ichtiozaurów.
Rząd Belemnitida można podzielić na podrzędy:
- podrząd: Belemnitina
- podrząd: Belemnopsina
- podrząd: Duvaliina